# Quand je serai dictateur
Pour plus de détails, voir Fiche technique et Distribution.
Quand je serai dictateur est un film belge réalisé par Yaël André et sorti en 2014. 

## Fiche technique
- Titre : Quand je serai dictateur
- Réalisation : Yaël André
- Scénario : Yaël André
- Photographie : Didier Guillain
- Son : Julie Brenta, Sabrina Calmels et Frédéric Fichefet
- Montage : Luc Plantier
- Musique : Hugues Maréchal
- Sociétés de production : Morituri Film - Cobra Films
- Pays de production :  Belgique
- Durée : 90 minutes
- Dates de sortie : 
  - Belgique : 15 mai 2014[1]
  - France : mars 2014 (présentation au festival Cinéma du réel)[2]

## Distinctions

### Sélections
- Cinéma du réel 2014
- Festival international du film de Rotterdam 2014
- Festival du nouveau cinéma de Montréal 2014

### Récompenses
- Étoile de la SCAM 2015
- Magritte du meilleur long métrage documentaire 2015[3]

## Revue de presse
- Jacques Mandelbaum, Le Monde, 20 mars 2014